# Тихомиров, Александр Сергеевич
Алекса́ндр Серге́евич Тихоми́ров (20 апреля 1929, Ичалки — 14 декабря 2020) — российский учёный, хирург, профессор, академик РАЕН, Заслуженный деятель науки Российской Федерации.

## Биография
Родился в 1929 году в Ичалках (ныне — в Ичалковском районе Мордовии).
В 1947 году окончил школу с золотой медалью.
На втором-третьем курсах Тихомиров назначен командиром курсантского отделения.
С 1 октября 1950 года — командиром офицерского взвода.
В 1953 году окончил Военно-медицинскую академию им. С. М. Кирова.
В августе 1953 года после окончания обучения был распределён в портовый Владивосток. После специальных курсов был назначен начальником медицинской службы флагманского крейсера «Калинин» и проводил операции в условиях автономного плавания.
- С 1957 по 1971 год работал хирургом на кафедрах хирургического профиля ВГМИ.

В 1966 году защитил кандидатскую диссертацию на тему «Влияние экстракта женьшеня на течение раннего послеоперационного периода после резекции желудка при осложнениях язвенной болезни».
- Заведующий кафедрой хирургии педиатрического факультета (1973—1987), ректор Владивостокского медицинского института (1970—1984)[1].

Депутат городского совета Владивостока четырёх созывов, кандидат в члены Приморского краевого комитета КПСС (1971—1981). Десять лет возглавлял Приморский краевой комитет защиты мира (в 1982 году удостоен почётного диплома и медали Всемирного совета мира).
- Заведующий кафедрой оперативной хирургии (1988—1991),
- С 1991 года по 2010 год — профессор кафедры оперативной хирургии ВГМУ.

## Награды и звания
- Орден Трудового Красного Знамени
- Медаль «За боевые заслуги»
- Заслуженный врач Российской Федерации
- Отличник здравоохранения (СССР)
- Отличник высшей школы
- Медаль Всемирного совета мира